# Paul Rudolf
Paul F. Rudolf (6 de desembre de 1892 - ?) va ser un remer suís que va competir a començaments del segle xx. Era germà del també remer Max Rudolf.
El 1920 va prendre part en els Jocs Olímpics d'Anvers, on guanyà la medalla d'or en la competició del quatre amb timoner del programa de rem, formant equip amb Willy Brüderlin, Max Rudolf, Hans Walter i Paul Staub. En aquests mateixos Jocs disputà la prova del vuit amb timoner, on fou eliminat en sèries.